# ウーゴ・マージョ
ウーゴ・マージョ・ノベヒル (Hugo Mallo Novegil  ,  1991年6月22日 - )は、スペイン・ガリシア州ポンテベドラ県マリン出身のサッカー選手。カンピオナート・ブラジレイロ・セリエAのSCインテルナシオナルに所属している。ポジションはDF。

## 経歴
1999年にセルタ・デ・ビーゴのカンテラに入団し、2009-10シーズンに当時セグンダ・ディビシオンに所属していたトップチームに昇格し、2010年1月にプロデビュー。チームキャプテンを任された2011-12シーズンは2位で終え、2006-07シーズン以来のプリメーラ・ディビシオン復帰となった。2012年8月21日にマラガCF戦で念願のトップリーグデビューを飾るも、チームは下位に低迷。更に2013年1月のコパ・デル・レイのレアル・マドリード戦で左膝を負傷し、シーズン絶望 となるなど、苦しいシーズンとなったが、チームは17位で何とか残留に成功。翌2013-14シーズンに復帰し、ルイス・エンリケ体制の下で攻撃サッカーの一角を担い、リーグ9位に貢献。監督がエドゥアルド・ベリッソに交代した2014-15シーズン以降も、チームキャプテンとしてセルタを牽引し、2023年までプレーした。
2023年8月14日、SCインテルナシオナルに移籍した。